# Julián Carranza
Julián Simón Carranza (Oncativo, Provincia de Córdoba, Argentina; 22 de mayo de 2000) es un futbolista argentino. Juega de delantero y su equipo actual es el Feyenoord de la Eredivisie de Países Bajos.

## Trayectoria

### Banfield
Carranza comenzó su carrera profesional el año 2017 en el Banfield de la Primera División Argentina. Debutó el 24 de noviembre contra Defensa y Justicia, como sustituto de Michael López en el minuto 55. En su tercer encuentro el 9 de diciembre, Carranza anotó dos goles a Argentinos Juniors. Terminó su primera temporada, la 2017-18, jugando catorce partidos y anotando cinco goles.

### Inter Miami
El 26 de julio de 2019, el delantero argentino fichó por el Inter Miami, nueva franquicia de la Major League Soccer. Sin embargo, fue enviado a préstamo a Banfield hasta enero de 2020, fecha en que el Inter Miami se unió a la MLS.

### Segundo ciclo en Banfield
Al no tener minutos en el Inter Miami, el joven club americano lo cedió a Banfield: en El Taladro alcanzó su peor temporada goleadora hasta ese momento, con 2 anotaciones en 11 partidos (ante Lanús en el Clásico del Sur y Godoy Cruz) y 1 asistencia. De esta forma, su criticado ciclo en el Club Atlético Banfield finalizaba con 48 partidos, 12 goles y 2 asistencias.

### Nueva estadía en Inter Miami
Ya habiendo sumado minutos con Banfield, Carranza empieza a ser tenido en cuenta por Las Garzas: solo en su primer año en el club, juega 17 partidos donde anota dos goles. No obstante, jugó dos temporadas con la camiseta del Club Internacional de Fútbol Miami, donde careció de goles pero tuvo sus oportunidades: fueron 3 goles en 42 partidos vistiendo la camiseta rosa, aunque tiempo le alcanzó para volver a marcar en un clásico, esta vez ante Orlando City en lo que es el Clásico de Florida. El 24 de diciembre de 2021 lo ceden con opción de compra al Philadelphia Union, de la misma liga,  a cambio de una selección de SuperDraft 2022 de la MLS.

### Philadelphia Union
Ya en su nuevo club, Julián Carranza encontró su lugar en el mundo: y es que, tan solo en su primer temporada, metió la misma cantidad de goles que tenía hasta ese entonces en su carrera (15) en 55 partidos menos (35). Su notable mejoría hicieron que desde Philadelphia lo compren, metiendo aún más goles en su segunda temporada (18), haciendo válida la ley del ex el 25 de junio de 2023, ante el CIFM en el triunfo 4-1. Sus grandes rendimientos hicieron que, empezando el segundo semestre del 2024 se hiciera imposible retenerlo en la MLS, y se iba del club oficialmente vendido habiendo anotado 43 goles en 95 partidos y 3 hat-tricks (ante DC United en dos ocasiones y Saprissa).

### Feyenoord
El 14 de junio de 2024, con diversos pasos por el fútbol de su país y Estados Unidos, le llegó la hora de jugar en el fútbol europeo, con De club van het volk. Ante la posible salida de Santiago Giménez del equipo holandés, confiaron en Simón para ser un posible futuro sucesor.

## Selección nacional
Carranza fue parte del plantel de la selección de Argentina sub-17 que jugó el Campeonato Sudamericano de Fútbol Sub-17 de 2017; Carranza jugó dos encuentros.

### Participaciones en torneos con Selecciones juveniles
| Torneo                   | Sede  | Resultado      | Partidos | Goles | Asistencias |
| ------------------------ | ----- | -------------- | -------- | ----- | ----------- |
| Sudamericano Sub-17 2017 | Chile | Fase de grupos | 2        | 0     | 0           |

## Estadísticas

### Clubes
Actualizado hasta su último partido disputado el 18 de mayo de 2025.
| Club                              | Div.          | Temporada     | Liga  | Liga  | Liga   | Copas nacionales | Copas nacionales | Copas nacionales | Torneos internacionales | Torneos internacionales | Torneos internacionales | Total | Total | Total  |
| Club                              | Div.          | Temporada     | Part. | Goles | Asist. | Part.            | Goles            | Asist.           | Part.                   | Goles                   | Asist.                  | Part. | Goles | Asist. |
| --------------------------------- | ------------- | ------------- | ----- | ----- | ------ | ---------------- | ---------------- | ---------------- | ----------------------- | ----------------------- | ----------------------- | ----- | ----- | ------ |
| C. A. Banfield Argentina          | 1.ª           | 2017-18       | 14    | 5     | 0      | —                | —                | —                | 3                       | 0                       | 1                       | 17    | 5     | 1      |
| C. A. Banfield Argentina          | 1.ª           | 2018-19       | 15    | 3     | 0      | 3                | 2                | 0                | 1                       | 0                       | 0                       | 19    | 5     | 0      |
| C. A. Banfield Argentina          | 1.ª           | 2019-20       | 11    | 2     | 1      | 1                | 0                | 0                | —                       | —                       | —                       | 12    | 2     | 1      |
| C. A. Banfield Argentina          | Total club    | Total club    | 40    | 10    | 1      | 4                | 2                | 0                | 4                       | 0                       | 1                       | 48    | 12    | 2      |
| Inter de Miami Estados Unidos     | 1.ª           | 2020          | 17    | 2     | 0      | —                | —                | —                | —                       | —                       | —                       | 17    | 2     | 0      |
| Inter de Miami Estados Unidos     | 1.ª           | 2021          | 25    | 1     | 0      | —                | —                | —                | —                       | —                       | —                       | 25    | 1     | 0      |
| Inter de Miami Estados Unidos     | Total club    | Total club    | 42    | 3     | 0      | 0                | 0                | 0                | 0                       | 0                       | 0                       | 42    | 3     | 0      |
| Philadelphia Union Estados Unidos | 1.ª           | 2022          | 34    | 15    | 7      | 1                | 0                | 0                | —                       | —                       | —                       | 35    | 15    | 7      |
| Philadelphia Union Estados Unidos | 1.ª           | 2023          | 33    | 14    | 9      | 1                | 0                | 1                | 11                      | 4                       | 3                       | 45    | 18    | 13     |
| Philadelphia Union Estados Unidos | 1.ª           | 2024          | 12    | 6     | 0      | —                | —                | —                | 3                       | 4                       | 0                       | 15    | 10    | 0      |
| Philadelphia Union Estados Unidos | Total club    | Total club    | 79    | 35    | 16     | 2                | 0                | 1                | 14                      | 8                       | 3                       | 95    | 43    | 20     |
| Feyenoord · Países Bajos          | 1.ª           | 2024-25       | 21    | 4     | 1      | 2                | 0                | 0                | 7                       | 1                       | 0                       | 30    | 5     | 1      |
| Feyenoord · Países Bajos          | Total club    | Total club    | 21    | 4     | 1      | 2                | 0                | 0                | 7                       | 1                       | 0                       | 30    | 5     | 1      |
| Total carrera                     | Total carrera | Total carrera | 182   | 52    | 18     | 8                | 2                | 1                | 25                      | 9                       | 4                       | 215   | 63    | 23     |
| 1. 2. 3.                          |               |               |       |       |        |                  |                  |                  |                         |                         |                         |       |       |        |

### Hat-tricks
| 1 | 8 de julio de 2022    | Subaru Park, Chester            | Philadelphia Union - DC United          |  | 7 - 0 | Major League Soccer 2022              |
| 2 | 20 de agosto de 2022  | Audi Field, Washington D. C.    | DC United - Philadelphia Union          |  | 0 - 6 | Major League Soccer 2022              |
| 3 | 21 de febrero de 2024 | Estadio Ricardo Saprissa, Tibás | Deportivo Saprissa - Philadelphia Union |  | 2 - 3 | Copa de Campeones de la Concacaf 2024 |

### Distinciones individuales
| Distinción                                                                                      | Año  |
| ----------------------------------------------------------------------------------------------- | ---- |
| Mejor jugador del partido Saprissa vs Philadelphia Union en la Copa de Campeones de la Concacaf | 2024 |